# Cannellato

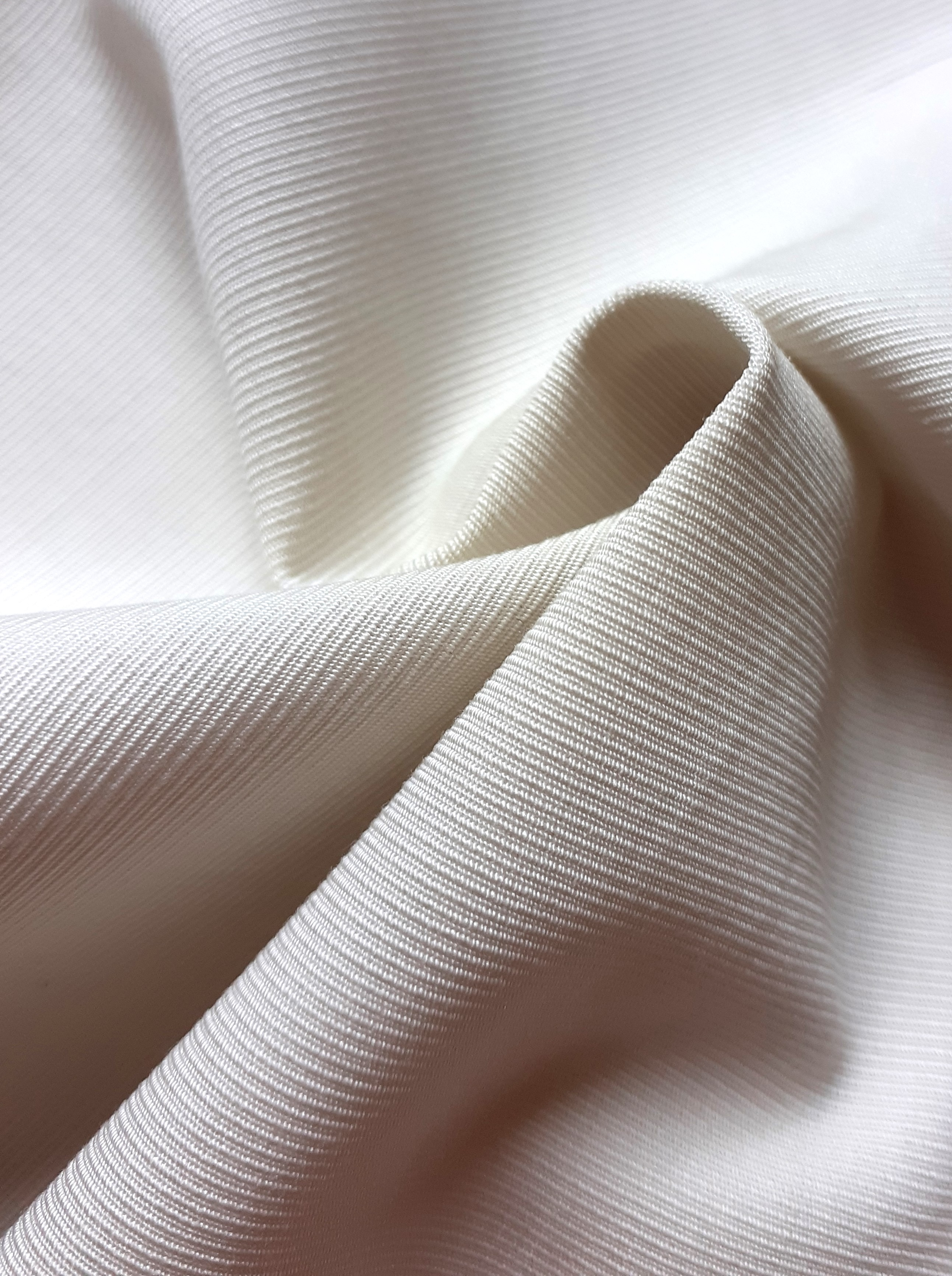
tessuto cannellato

Il cannellato è un tessuto realizzato con qualsiasi tipo di fibra, peso e consistenza ed è caratterizzato da una superficie tridimensionale con coste trasversali (dette anche reps d’ordito) o longitudinali (dette anche reps di trama) in rilievo. Questo tipo di tessuto si ottiene a partire da un intreccio base a tela che raddoppia i punti di copertura, producendo delle slegature in un senso o nell'altro. Le coste trasversali sono ottenute con fili d'ordito che coprono le trame, mentre le coste longitudinali sono ottenute con le trame che coprono in parte i fili d'ordito. Il tessuto cannellato è resistente e compatto, adatto per sostenere modelli costruiti, ma ha un'impronta lineare.

## Tipologie di cannellato
Nel gruppo dei cannellati rientrano tessuti come il canneté, il faille e l'ottoman.

### Cannettè
Il canneté presenta coste più larghe e marcate del popelin, ed è caratterizzato da un intreccio derivato dalla tela, in cui l'ordito è più fitto e più sottile della trama, che è spessa e arrotondata. Questo tipo di tessuto produce un effetto di rigature in rilievo, formate da una sequenza orizzontale di cannette che si ripetono tutte uguali lungo l'intera superficie tessile. Il canneté si presenta anche sotto forma di nastro, con trama interna in cotone, per essere utilizzato in abiti e accessori come profili, guarnizioni e effetti decorativi. Inoltre, nella sartoria, il canneté viene utilizzato come sostegno nei girovita di gonne e pantaloni, e nel perimetro interno dei cappelli da uomo.

### Faille
Il faille è un tipo di tessuto leggero e traspirante che presenta trama fine e regolare, prodotto in seta, lana, viscosa e altre fibre sintetiche. Il faille classico presenta sottilissime coste orizzontali, tutte della stessa grandezza, uguali ed evidenti su entrambi i lati della superficie. Esiste anche una seconda versione del tessuto, denominata faille francese, che ha coste piatte, più alte e distanziate tra loro. L'effetto appiattito è ottenuto con l'inserimento di un numero maggiore di trame nello stesso passo, legate da un ordito supplementare che rimane all'interno e contribuisce a mantenerle distanziate tra loro e allineate al fondo.
Il tessuto faille è morbido, compatto, ma leggero e scattante e si presta bene anche al drappeggio. Molto usato per capi di alta moda e prêt-à-porter di lusso, il suo effetto leggermente rilevato fu molto apprezzato da stilisti come Christian Dior, che lo utilizzarono ampiamente per giacche, gonne e abiti di sobrio e scenografico impatto. Il tessuto faille, grazie alla sua leggerezza e traspirabilità, è ideale per l'utilizzo in ambienti caldi e umidi. Inoltre, questo tessuto è molto resistente e durevole, anche se va maneggiato con cura per evitare la formazione di pieghe o la perdita di forma.

### Ottoman
L'ottoman è un tipo di tessuto che presenta larghe coste orizzontali piatte e leggermente spaziate tra loro (da 3 a 10 per centimetro). Questo tessuto viene ottenuto alternando armatura gros con quella in taffetà, utilizzando fili d'ordito sottili e densi, che intrecciano due diversi tipi di trame: una più corposa, che forma l'imbottitura interna, l'altra più sottile, che compare sul diritto del tessuto. Il tessuto può essere realizzato in lana, seta, rayon o cotone e le coste possono avere anche spessori diversi. Solitamente viene utilizzato per capi di abbigliamento eleganti come giacche e abiti, nonché per elementi decorativi. Il nome del tessuto deriva da Osman I, il fondatore della prima dinastia degli Ottomani. I sultani ottomani vivevano una vita lussuosa all'interno del grandioso palazzo di Topkapı a Istanbul. All'interno di questa residenza ufficiale, vi erano specifici opifici tessili che producevano stoffe pregiate ed esclusive per i dignitari di corte e i loro familiari, contrassegnate con il marchio del sultano.